# 西尼亞夫卡河 (羅薩瓦河支流)
西尼亞夫卡河（烏克蘭語：Синявка），是烏克蘭的河流，位於該國中部，屬於羅薩瓦河的左支流，發源自韋德梅季夫卡，流經基輔州和切爾卡瑟州，河道全長26公里。